# Каивано (Потенца)
Каивано (итал. Caivano) је насеље у Италији у округу Потенца, региону Базиликата.
Према процени из 2011. у насељу је живело 49 становника. Насеље се налази на надморској висини од 811 м.